# 夏俊峰案
夏俊峰案是一件中国大陆的刑事案件，发生于2009年5月16日。沈阳小贩夏俊峰在同城管争执时使用随身携带的切肠刀将两名城管人员刺死，事件引发大陆地区广泛关注。该案主犯夏俊峰在经历多次上诉后无果，于2013年9月25日被执行死刑。

## 事件经过
夏俊峰系辽宁省铁岭县人，案发前与妻子在沈阳摆摊为生。当局称在2009年5月16日，夏俊峰与妻子在沈阳市沈河区南乐郊路与风雨坛街交叉路口附近无营业执照摆摊时，被沈阳市城管执法人员查处，后夏俊峰随同执法人员到沈阳市城市管理行政执法局沈河分局滨河勤务室接受处罚，在接受处罚期间，夏俊峰因故与申凯、张旭东等人发生争执，遂持随身携带的尖刀先后猛刺申凯胸部、背部，张旭东胸部、腹部及张伟腹部等处数刀，致申凯、张旭东死亡，张伟腹部损伤程度为重伤。案发后夏俊峰逃离现场，于当日15时许被公安机关抓获。

## 案件审理
2009年11月11日，沈阳市中级人民法院作出一审判决，以故意杀人罪判处夏死刑，剥夺政治权利终身。此外，夏还需要向原告赔偿约65.9万余元。随后夏家属提出上诉。夏俊峰辩护律师认为，该案的起因是城管申凯、张旭东等十几人进行野蛮执法，夏俊峰不属于故意杀人，其行为符合正当防卫的条件。2011年5月9日，辽宁省高级人民法院作出终审判决，维持一审判决，判处夏俊峰死刑。
二审判决后，针对众多质疑，辽宁省高级法院专门回应了相关质疑。但是原告对这些回应表示难以认同。
本案被告夏俊峰的代理律师为滕彪。二审主审法官苗欣。
《纽约时报》中文网报道：2009年5月，夏俊峰和妻子在辽宁省省会沈阳的大街上卖烤肉，然后遇到了多达10名城管。这些人抢过夫妇俩的煤气罐，将串肉扦子扔到地上，夏俊峰表示反抗，城管便开始殴打他。据称，双方到了附近的一个城管办公室，然后夏俊峰再次遭到殴打。据夏的律师滕彪描述，到这时他才从口袋里掏出一把水果刀，刺向三名城管，其中有两人被刺死。滕彪称，法院拒绝采纳六名目击者的证词，这些人原本可以清楚地证明，夏俊峰的行动是出于自卫。到最后，法院采纳了城管的证词，在随后的上诉审判中也是如此。滕彪指出，要判定故意杀人罪，必须证明犯罪行为经过预先的谋划。
而终审判决书中指出，当天执法人员亮明身份后，对液化气罐进行登记保存，夏俊峰阻拦，双方有拽、夺液化气罐的肢体接触，不属于殴打。而且在二审调查时，夏俊峰也否认有殴打行为，其承认是主动提出和执法队员回队里，再接受处罚，不存在限制人身自由的情况。而且夏的伤痕更符合双方拉扯形成的状态，证人证言也不能证实有殴打的情况，因此正当防卫的意见不能成立。此外，法院也驳回了夏俊峰“自首”的辩护意见。2013年9月25日，经最高人民法院核准，夏俊峰被执行死刑。沈阳中院的判词称，夏俊峰违规经营炸串，在城市管理执法人员依法查处时，不服从管理，与执法人员发生冲突，即持刀行凶，致二人死亡、一人重伤。犯罪情节极其恶劣，手段极其残忍，后果特别严重，应依法惩处。

## 執行死刑
張晶表示，法院在9月25日清晨5時許到其家中，通知她該日去與夏俊峰見最後一面。7時許，她與另外5名家人趕往看守所。張晶在當天下午接受媒體採訪時表示，在半小時的见面时间结束前，曾懇求看管人员帮助她們与夏俊峰合影，但被拒絕，甚至給夏俊峰本人單獨留照亦被拒絕。因擔心未成年兒子留下心理陰影，張晶未帶其前往探視。
張晶指自己是昨晚9點鐘左右從記者處獲知此一消息。早前，她和夏俊峰的任何直系親屬都沒有接到有關通知。夏俊峰代表律師陳有西也在個人微博上公開表示，律師未收到關於最高法院核准夏俊峰死刑的法院通知。陳有西表示，2011年5月其已向最高人民法院申請複核，認為案件尚有未清晰之處，要求最高院發回重審，之後一直等待最高院答复，至今巳2年4個月。
夏俊峰告诉家人，法院昨天向他宣读了核准死刑通知，但他拒绝在复核书上签字。他说，法官在念结果时双手一直在抖，“你看我抖吗？我是正当防卫，我问心无愧！”他希望自己执行死刑之后，妻子继续为自己申诉。他还指，一审时的一份询问笔录是对方早就写好的，是被强迫签的。
張晶稱執行死刑當日下午三時許接到法院通知，夏俊峰的遺體已被火化。
有知情人士向香港《南華早報》表示，大陸媒體昨晚接到上級禁令，要求對夏俊峰案的有關報導，一律依據法院發布的權威信息刊播，「不評論、不連結、不渲染炒作」。

## 社会影响
对于此次事件，据夏俊峰的妻子张晶早期发布的微博来看，夏俊峰在早期（2011年期间）并未声明受到殴打。
夏俊峰几次前后矛盾的证词，例如夏俊峰在判决书的供述中称，“屋里有我、张旭东、申凯、曹阳四个人，曹阳没动手打我”，但此外，他还有“屋里没有曹阳”的供述，则很少有媒体在宣传中提及。
对于夏俊峰案的审理及判决结果，引发了强烈的社会反响。不少人认为此案存在法院偏袒城管一方的倾向，质疑其公正性。

中國大陸著名作家鄭淵潔發起網絡聯署，要求最高人民法院依法不核准夏俊峰死刑立即執行，以使該案經得起法律、歷史和人民的檢驗，並最大程度化解社會矛盾。同時建議適當提高民事賠償，以使死者家人獲得更多經濟保障。至執行死刑當日上午10時許，已有7萬5千條轉發。
《新京報》評論稱，死囚刑前與家人合影早有先例，被讚為法制的進步。司法正義理應要展示人性光輝，法無禁止而拒絕「最後合影」，當局需要給出合情合理的解釋，回應輿論關切。
有網民列出城管與市民衝突導致死亡亦同樣引起爭議的幾起案件：2013年6月，貴州民警槍殺2名村民案，獲刑8年，法院稱是防衛過當；2011年11月，遼寧省遼陽市城管打死人案，主犯獲刑11年，兩從犯獲刑3年；2008年11月，湖北天門城管打死拍照男子，被判有期徒刑6年。
据称，有多位匿名的中国最高法院从事死刑复核的法官透露，在他们复核的死刑案件中，多来自于社会底层。据称死刑是穷人的刑罚已被一位最高院法官认为是共识（成克杰、李真等多批因贪污而被处以死刑案件不算）。如受贿6000多万元的原铁道部部长刘志军被判处死缓，李天一强奸案只被获刑10年，而湘西民营企业家曾成杰因集资诈骗罪数亿却被执行死刑。
9月25日下午，李方平、张磊、刘卫国、滕彪等25名中国律师发表联合声明对该案提出质疑，其中滕彪表示，夏俊峰杀人被判处死刑是“司法杀人，再添血债，必须找出在判决书上签名和幕后指挥的凶徒，永远追查到底。杀害夏俊峰的刽子手，请读读纽伦堡审判。” 他也表示，该案的判决旨在传达一个讯息，即任何挑战政府的行为——即便是对基层执法人员的挑战——都是不能容忍的。他说，“可能是当局想要显示他们很强硬。”，向外界传出这样的声音，“中国的法律是给穷人定制的，是用来保护富人服务的,约束穷人的,用来对付穷人的统治工具。”于是中国的官员极其强势的地位，
中国社会当今的富人主要包括两类人，一部分是官员，一部分是和官员有千丝万缕联系的商人。
而中国官员之所以是富人，原因就在于中国的法律。中国法律规定，中国的财富主要是国家所有。由于中国尚未民主化，国家所有在某种意义上就是官员所有，官员自然而然在法律上，就变成了庞大国有资产实际上的主人。所以中国的富人可以被认为是法律的直接产物。你们相信吗？希望穷人们千万不要犯法，否则等你进了看守所以后你就会明白、会后悔了。
10月，随着媒体报道的深入，夏俊峰案中媒体错用夏俊峰的照片，夏俊峰妻子张晶转发相关微博时“误将崔英杰当作夏俊峰”，张晶微博帐号他人代笔，夏俊峰之子夏健强的画是临摹几米的作品等情况浮出水面，被网友质疑幕后推手炒作夏俊峰案以博取同情。
2014年3月11日，全国政协会议期间，在参加湖南代表团审议“两高”报告时时任最高法院院长的周强表示,“夏俊峰是一名摊贩，杀了两个城管，造成一人重伤。但是就因为夏俊峰是摊贩，对方是城管，大家对城管有偏见，所以有些人、甚至有些社会上的大V就鼓动说这人不能杀。”，“但是这种人不杀就非常危险，就好像两个人关起门来吵了一架，你把人杀掉了，如果这样也是正当防卫，这个社会就会天下大乱。”，引起某些网民的不满和反弹，学者张雪忠在其新浪微博上表示：“不是基于法律规定，而是出于政治考量。出于政治考量而把一个人杀掉！”

## 家庭
夏俊峰儿子夏健强2013年已13岁。张晶称，因为儿子有出众的绘画天赋，夫妻俩才走上街头卖起烤串，希望能为他创造更好的学习环境。
《夏健强的画》由“二楼出版机构”策划编辑，吉林美术出版社出版，收录夏健强2007至2012年的150余件作品，包括了线描、水粉、水彩笔、蜡笔、刮画、丙烯等，整部画册销售所得将全部捐给张晶及两个死亡城管的家庭，作品推出後受到大量的网民支持。张晶及出版公司称画作为夏健强原创。在网上，夏健强画集中的《我和爸爸》、《我的梦》和《在梦中相见》等作品被很多网民转发。张晶此前在谈到《在梦中相见》这幅画时说：“孩子毕竟四年多没有见到他爸了，他就希望有一种方式可以见，爸爸就像风吹过来一样。”
2010年初夏健强在《我要爸爸》的作文中写道：“我不知道为什么爸爸很久没有回家了。妈妈眼睛红红的，肿肿的，爷爷、奶奶愁眉苦脸的。我问妈妈爸爸去哪儿了，妈妈说爸爸出国打工了。……一天，我在楼下玩，一个男孩对我说：‘你爸上电视了，他拿刀扎人了。’我说：‘你胡说！’我哭着跑回家找妈妈，妈妈抱着我哭成一团。我好想爸爸呀！”民众表示，看完夏俊峰儿子的这篇作文，忍不住哭了，实在催人泪下。
2012年，夏健强被同学打成轻微脑震荡而不敢还手。當被媽媽问到為何不還手時，夏健强哭说：“我还手，他说我爸是杀人犯怎么办？我把他打死怎么办？他打我一下，我不还手，打我两下我不还手，他打完我第三下，就不打我了。”
2013年10月，墨色国际（台湾著名绘本作家幾米的品牌运营公司）在新浪微博上称夏健强画作抄袭幾米作品，并表示将会维权。其后张晶在微博上改口称夏系受几米作品启发，并在微博上向幾米道歉但拒绝承认抄袭一事；同时删除了前日邀请网友观看其儿作画以证明画作原创性的微博并关闭了评论功能。

## 被害人
政府给予被害人申凯和张旭东家庭各90万元人民币的经济补偿，并且帮助家属安置工作和转学。但家属对夏俊峰表示不谅解，并称就算放弃民事赔偿也要坚持判处其死刑。
申凯父亲在2012年接受《南方都市报》记者采访时称，申凯被夏俊峰刺死后，沈阳当局给予他们家庭90万元抚恤金的补偿，其中30万元给申父买了一套小房子，另60万元留给申母，同时表示将在夏案了结后，兑现给申凯的“烈士待遇”。申死后政府给予极高荣誉，追悼会上中国共产党沈阳市委员会常务委员会委员、副市长刑凯亲自参加，沈河区主要官员到场。